# Hélice (geometria)

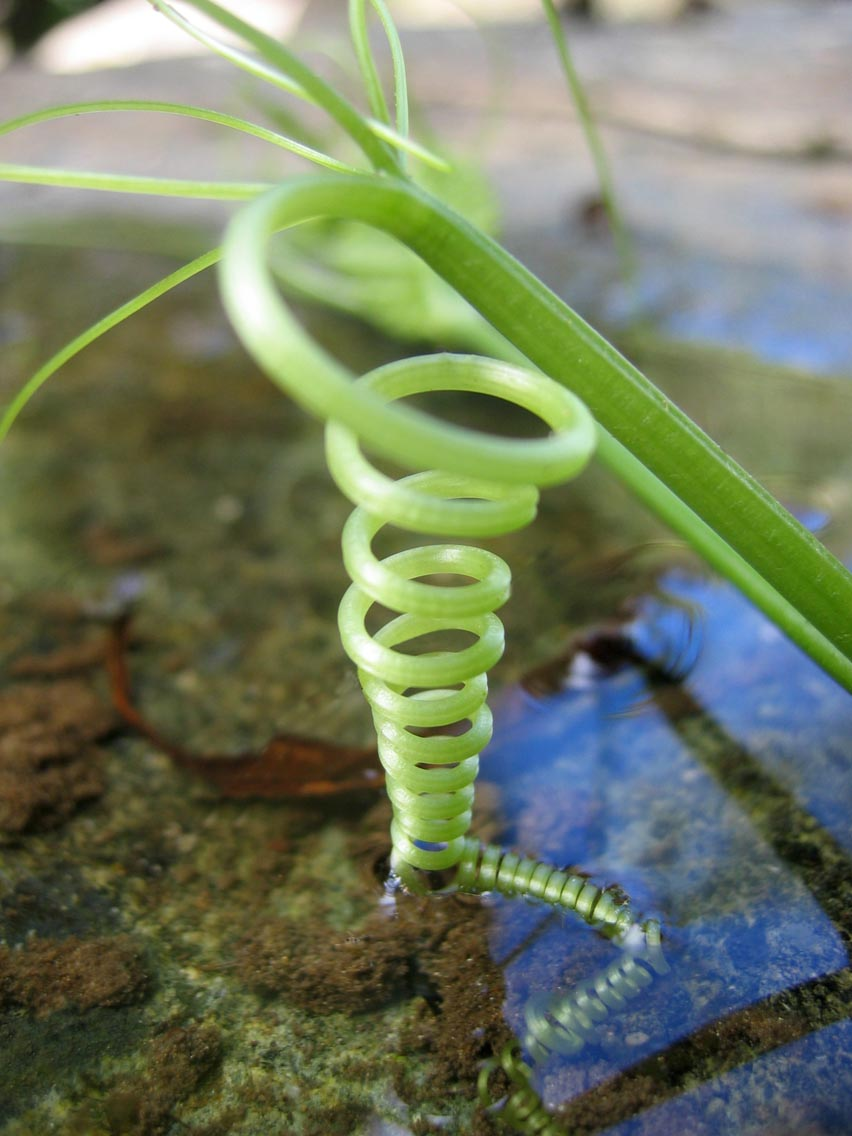
Um exemplo de hélice natural, utilizada pela videira.

Na geometria, a hélice ou hélix (plural: hélices) (do grego έλικας/έλιξ, hélix) é uma forma tridimensional que pode ser encontrada em molas e na chamada 'rosca' de parafusos e porcas. Na natureza, pode ser encontrada em alguns vegetais, sob a forma de gavinha, e no DNA.
Em matemática, a hélice é descrita como uma curva no espaço tridimensional que combina um movimento de rotação em torno de um ponto com um movimento de translação deste ponto. As três equações a seguir definem uma hélice em coordenadas retangulares:
{\displaystyle x=\cos(t),\,}
{\displaystyle y=\sin(t),\,}
{\displaystyle z=t.\,}

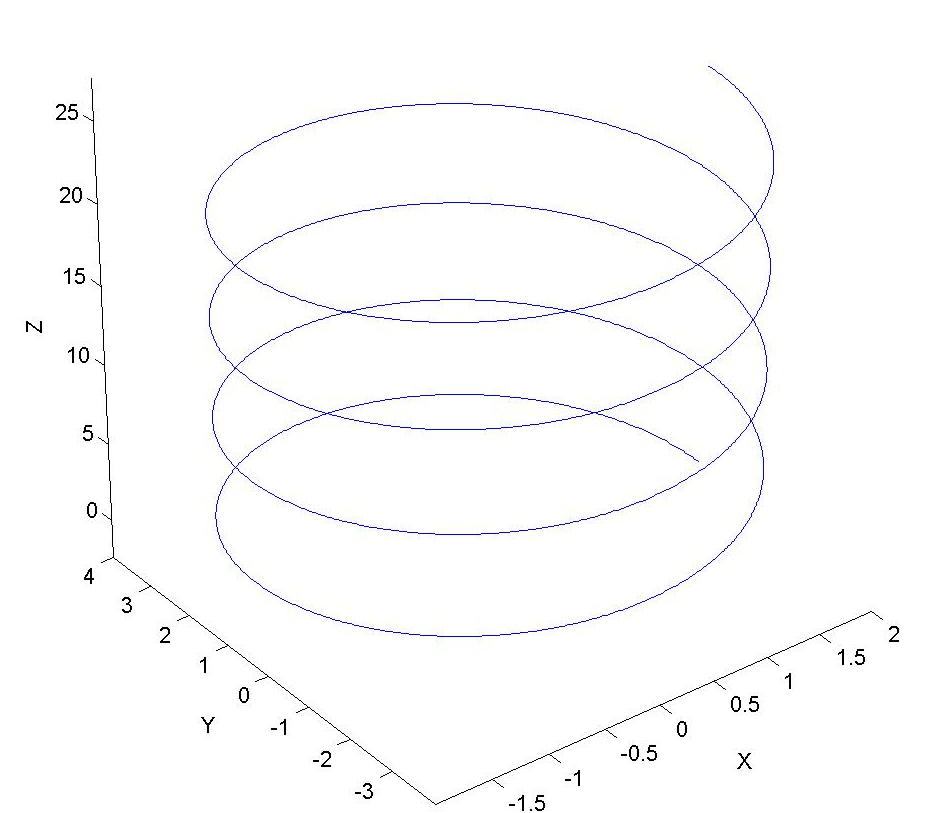
Hélice

Em coordenadas cilíndricas (r, {\displaystyle \theta }, h), a mesma hélice é descrita por:
{\displaystyle r=1,\,}
{\displaystyle \theta =t,\,}
{\displaystyle h=t.\,}
Uma hélice circular é definida quando os parâmetros de x(t) e y(t), para coordenadas retangulares, possuem a mesma frequência angular e são multiplicadas pela mesma constante. Dessa forma, a função no eixo x e no eixo y, devem formar uma projeção de um círculo no plano xy. A função no eixo z descreve o sentido que a hélice se orienta, "subindo" ou "descendo". Caso a constante que multiplica a variável t seja positiva, a hélice "sobe" ao longo do tempo, e caso seja negativa, a hélice " desce" ao longo do tempo. O passo de uma hélice pode ser calculado como a constante c multiplicada por 2π, a distância entre duas voltas consecutivas. Para exemplificar, iremos utilizar a função paramétrica abaixo:
{\displaystyle x(t)=acost,y(t)=asent,z(t)=ct(a>0,c>0).}
{\displaystyle {\vec {r}}(t)=acos(t){\vec {i}}+asen(t){\vec {j}}+ct}
{\displaystyle t=0,{\vec {r}}(0)=a{\vec {i}}}
{\displaystyle t=\pi /2,{\vec {r}}(\pi /2)=a{\vec {j}}+c\pi /2{\vec {k}}}
{\displaystyle t=\pi ,{\vec {r}}(\pi )=-a{\vec {i}}+c\pi {\vec {k}}}
{\displaystyle t=3\pi /2,{\vec {r}}(3\pi /2)=-a{\vec {j}}+c3\pi /2{\vec {k}}}
{\displaystyle t=2\pi ,{\vec {r}}(2\pi )=a{\vec {i}}+c2\pi {\vec {k}}}

## Generalização de hélices circulares
Pode-se generalizar a descrição de hélices por meio de dois vetores diferentes. Um desses vetores é chamado de vetor de Darboux, que pode ser descrito por: D(s) = (τ(s)/κ(s))t(s) + b(s). Entretanto, para que seja possível generalizar uma hélice, é necessário que o (τ(s)/κ(s)) é constante.
Uma segunda maneira de generalizar a hélice é por meio das curvas de Bertrand, que podem ser feitas pelas proposição a seguir:
*Uma curva γ : I → R 3 com κ(s) 6= 0 é chamada uma curva de Bertrand se existe uma curva γ : I → R 3 tal que as retas normais principais de γ e γ em s ∈ I são iguais. Neste caso, γ é chamada um par de Bertrand de γ.*

## Hélices levogiras e dextrogiras
Uma hélice pode ser classificada de acordo com o sentido de rotação relativo ao eixo de coordenadas. Hélices dextrogiras seguem a regra mão direita, já hélices levogiras seguem a regra da mão esquerda. É importante ressaltar que uma hélice com determinada orientação, levogira ou dextrogira, não pode ser rotacionada de maneira que passe a ter a orientação oposta.
Hélices dextrogiras são muito comuns no dia a dia. Estão presentes em espirais de caderno e na maioria das roscas de parafuso (rosca direita), por exemplo.
Hélices levogiras são menos comuns, porém o  Z-DNA tem orientação levogira.
Referências:
1. ANÁLISE VETORIAL em dez aulas, Profª Irene Strauch, Departamento de Matemática Pura e Aplicada. Instituto de Matemática. UFRGS.
2. https://edisciplinas.usp.br/pluginfile.php/3601186/mod_resource/content/1/13.3%20Comprimento%20de%20Arco%20%28teoria%29.pdf
3. http://w3.ufsm.br/ppgmat/images/dissertacoes/2012/Dissertao_Marcia_Viaro_Flres_Fev_2012.pdf
4. https://www.ufrgs.br/reamat/Calculo/livro-cfvv/xv-o_espax00e7o_euclidiano_tridimensional.html
5. https://essel.com.br/cursos/material/01/ElementosMaquinas/06elem.pdf